# Christina Eckmann
Christina Eckmann (* 19. Januar 1988) ist eine deutsche Fußballspielerin, die von 2005 bis 2012 beim FC Bayern München unter Vertrag stand.

## Karriere
Eckmann begann im Alter von fünf Jahren beim TSV Sattelpeilnstein mit dem Fußballspielen und wechselte 2002 in die C-Jugend des SV Wilting. 2005 wurde sie vom FC Bayern München verpflichtet, für deren erste Mannschaft sie am 14. August 2005 (1. Spieltag) beim 3:2-Sieg im Auswärtsspiel gegen den SC Freiburg in der Bundesliga debütierte und mit dem Treffer zum zwischenzeitlichen 2:0 in der 24. Minute auch ihr erstes und einziges Bundesligator erzielte. Nach drei weiteren aufeinander folgenden Bundesligabegegnungen, darunter die 1:8-Niederlage im Heimspiel gegen den 1. FFC Frankfurt am 2. Spieltag, spielte sie erstmals für die zweite Mannschaft. Am 16. Oktober 2005 (7. Spieltag) trug sie mit zwei Toren (darunter ein Elfmeter) beim 4:2-Sieg im Heimspiel gegen die SpVgg Hausen bei. In ihren neun Spielen in der Bayernliga (bis 21. April 2007) erzielte sie neun Tore! Vom 14. Oktober 2007 bis 24. Mai 2009 absolvierte sie – mittlerweile in der Regionalliga spielend – 20 Begegnungen und erzielte vier Tore. Auch hier gelang ihr bei ihrem Debüt, beim 2:0-Sieg im Heimspiel gegen den TSV Schwaben Augsburg (5. Spieltag), ein Tor. Nach dem Aufstieg in die 2. Bundesliga gab sie ihr Debüt am 27. Juli 2009 (2. Spieltag) bei der 0:4-Niederlage im Auswärtsspiel gegen den 1. FC Köln. Des Weiteren bestritt Eckmann mit der ersten Mannschaft ein Spiel um den DFB-Pokal, das am 14. Oktober 2009 in der 2. Runde mit 2:1 gegen den FFC Wacker München gewonnen wurde. Auch in diesem traf sie einmal, nämlich mit dem Treffer zum zwischenzeitlichen 1:1 in der 51. Minute. Nach acht Jahren beim FC Bayern München verließ sie diesen im Februar 2013 und kehrte zum SV Wilting nach Traitsching im Oberpfälzer Landkreis Cham zurück.

## Erfolge
- Aufstieg in die 2. Bundesliga Süd 2009
- Meister der Regionalliga Süd 2009
- Bayerischer U-17-Meister 2007[3]